# Mauer (Badenia-Wirtembergia)

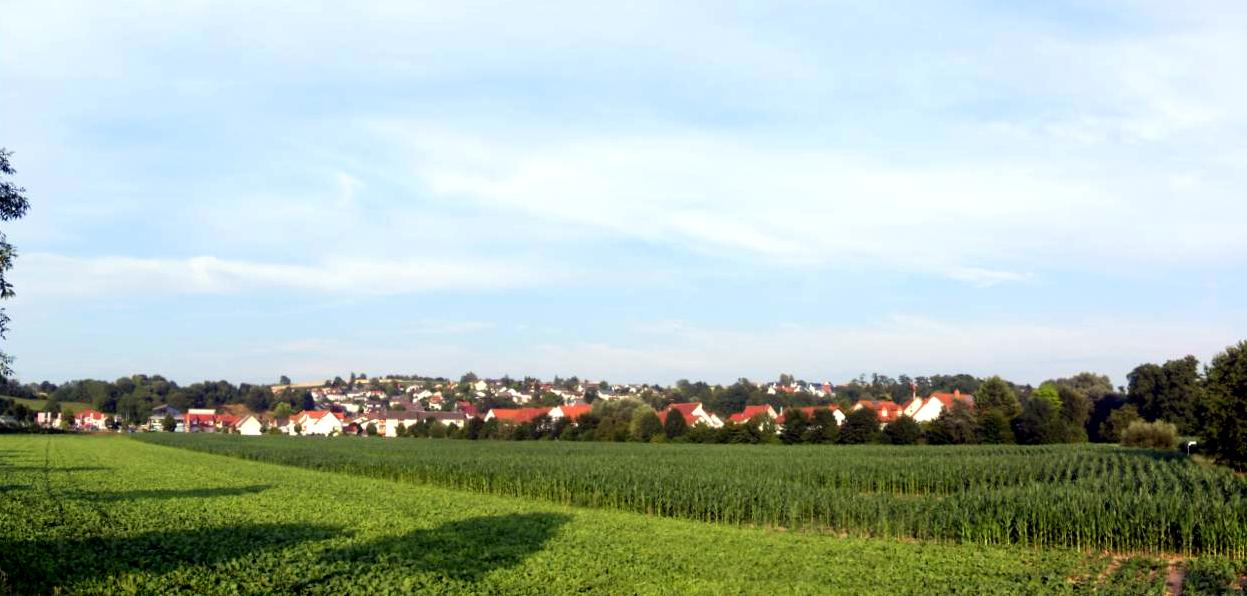
Miejscowość z drogi krajowej nr 45

Mauer – miejscowość i gmina w Niemczech, w kraju związkowym Badenia-Wirtembergia, w rejencji Karlsruhe, w regionie Rhein-Neckar, w powiecie Rhein-Neckar-Kreis, wchodzi w skład związku gmin Elsenztal. Leży w Kraichgau, nad rzeką Elsenz, ok. 15 km na południowy wschód od Heidelbergu, przy drodze krajowej B45. Na północ od Mauer odkryto w 1907 r. szczątki człowieka heidelberskiego, teren jest obecnie objęty ochroną rezerwatową, gdzie znajduje się pomnik pamiątkowy.